# Marek Kubin
Marek Zbigniew Kubin (ur. 15 września 1956) – polski działacz opozycyjny, w latach 80. członek kierownictwa Niezależnej Oficyny Wydawniczej

## Życiorys
Studiował na Akademii Medycznej w Warszawie. W czasie studiów był jednym z inicjatorów i redaktorem naczelnym wydawanego poza cenzurą pisma studentów AM "Kornik", które ukazywało się od stycznia do 13 grudnia 1981. Po ogłoszeniu stanu wojennego kolportował wydawnictwa niezależne, m.in. pismo "Wiadomości", został aresztowany za tę działalność w marcu 1982, zwolniony w październiku tego roku, ostatecznie skazany w 1983 na karę 1 roku pozbawienia wolności z warunkowym zawieszeniem na 3 lata. Od 1983 współpracował z Niezależną Oficyną Wydawniczą, w II połowie lat 80. należał do jej kierownictwa, odpowiadał za sprawy techniczne. W 1986 był przejściowo aresztowany, następnie część jego obowiązków przejął Adam Widmański. W kwietniu 1989 wyjechał na stałe do USA.
Został odznaczony Krzyżem Oficerskim Orderu Odrodzenia Polski (2008) i Krzyżem Wolności i Solidarności (2023).